# The First Days of Spring
The First Days of Spring è un album dei Noah and the Whale, pubblicato nel 2009.

## Tracce
1. The First Days of Spring
2. Our Window
3. I Have Nothing
4. My Broken Heart
5. Instrumental II
6. Love of an Orchestra
7. Instrumental II
8. Stranger
9. Blue Skies
10. Slow Glass
11. My Door Is Always Open